# Royal Society for the encouragement of Arts, Manufactures & Commerce

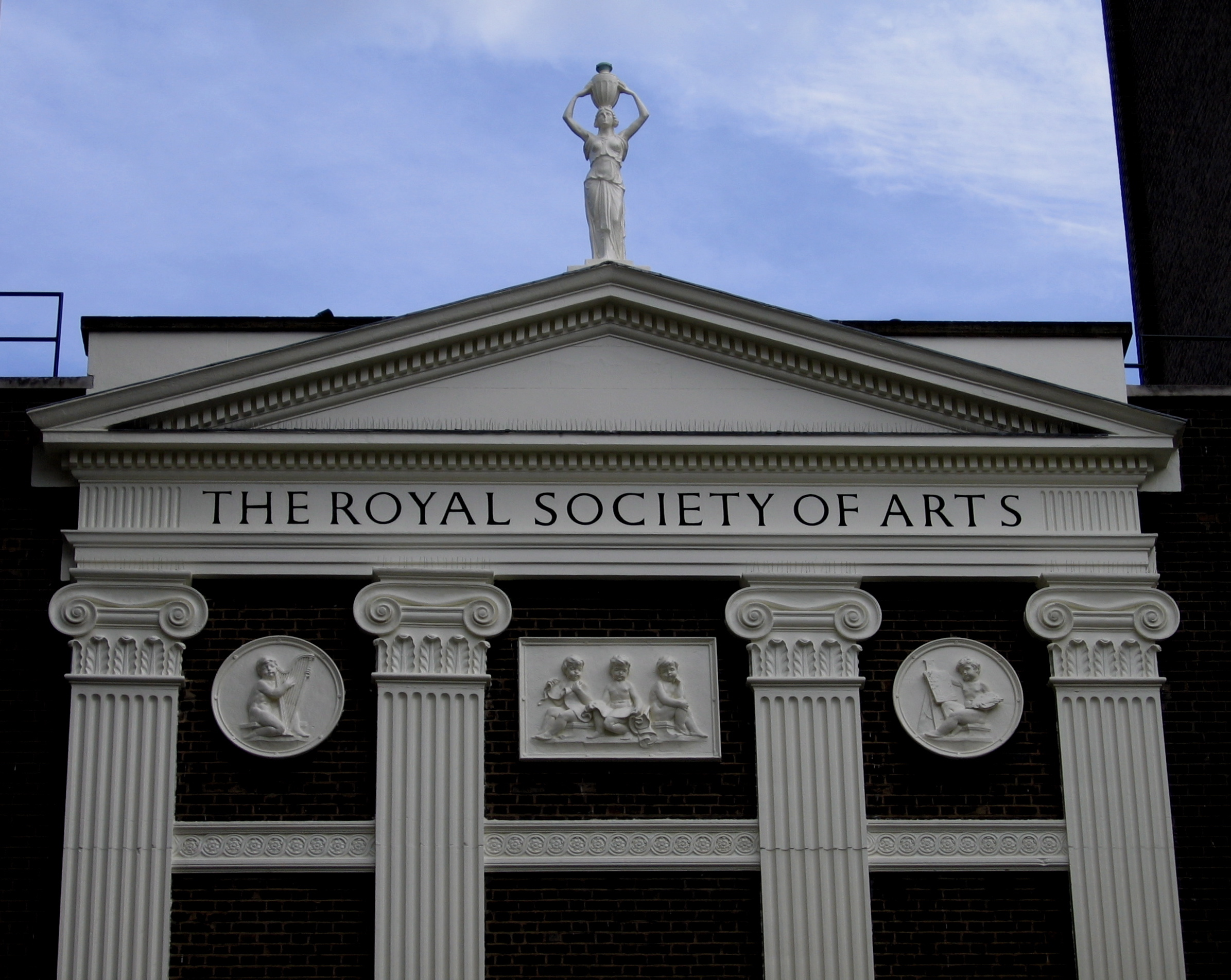
Façana de la Royal Society of Arts, a Londres.

La Royal Society for the encouragement of Arts, Manufactures & Commerce (en català Real Societat per al foment de les Arts, les Manufactures i el Comerç) o, com es coneix més habitualment Royal Society of Arts, abreviat RSA és una ONG fundada el 1754 que es financia a través de la subscripció dels seus membres el patrocini i la donació de mecenes, ja siguin particulars, empreses o fundacions caritatives. Entre els membres més notables s'hi troben Benjamin Franklin, Adam Smith, William Hogarth, John George Diefenbaker, Stephen Hawking i Charles Dickens. El 1847, el monarca britànic li va concedir la carta reial.
La RSA ha intentat desafiar l'statu quo amb l'objectiu de canviar el món. A través de les seves idees, investigacions i els seus 27 000 membres, intenta entendre i millorar la capacitat humana per tal de correspondre la realitat d'avui amb el desig de les persones per un món millor.